# اثر روان‌شناختی کاربرد اینترنت
محققان مختلف تلاش کرده‌اند تا اثرات روانی استفاده از اینترنت را بررسی کنند. برخی از تحقیقات به بررسی کارکرد مغز در کاربران اینترنت می‌پردازند. برخی از مطالعات ادعا می‌کنند که این تغییرات مضر هستند،در حالی که برخی دیگر معتقدند تغییراتی که بیان شده‌اند مفید هستند.

## ادعاها
نیکلاس کار، نویسنده آمریکایی، معتقد است استفاده از اینترنت تفکر عمیقی را که منجر به خلاقیت واقعی می‌شود کاهش می‌دهد. کار همچنین می‌گوید دسترسی گسترده اطلاعات در شبکه جهانی وب مغز را مغلوب می‌کند و حافظه بلند مدت را از بین می‌برد:‌ «در دسترس بودن محرک‌ها منجر به یکبار شناختی بسیار زیادی می‌شود که باعث می‌شود افراد همه چیز را به سختی به یاد بیاورند.»
رامش سیتارامان٬ دانشمند کامپیوتر ادعا کرده است که کاربران اینترنت بی‌تاب هستند و احتمالاً با گذشت زمان بیشتر بی‌صرع می‌شوند. در یک تحقیق در مقیاس بزرگ که در سال ۲۰۱۲ تکمیل شده و شامل میلیون‌ها کاربر در حال تماشای فیلم‌ها در اینترنت هستند، سیتارامان نشان می‌دهد که کاربران در صورت عدم شروع به بازی در عرض دو ثانیه، کاربران آنلاین را ترک می‌کنند. سیتارامان نشان می‌دهد وقتی انسان‌ها به جریان سریع اطلاعات در اینترنت عادت کرده‌اند٬ آن‌ها بی‌وقفه‌تر می‌شوند و تحمل کمتر برای تداوم دارند.

## مطالعات ام آر آی
بی‌بی‌سی تحقیقات منتشر شده در یک مجله علمی بررسی شده را به صورت زیر شرح می‌دهد:
یک تیم تحقیقاتی تحت رهبری هائو لی از آکادمی علوم چینی در ووهان ٬اسکن مغزی از سی و پنج مرد و زن بین چهارده تا بیست ویک ساله را انجام داد. هفده نفر از آن‌ها مبتلا به اختلال اعتیاد به اینترنت براساس پاسخ بله به سوالاتی مانند آیا شما بارها تلاش‌های ناموفق برای کنترل ٬کاهش یا متوقف کردن استفاده از اینترنت انجام داده اید؟ بودند.
مطالعات ام آر آی اسکن مغز نشان می‌دهد تغییرات درماده سفید مغز یعنی بخشی که حاوی الیاف عصبی است در افرادی که به عنوان معتادان اینترنت طبقه‌بندی شده انددر مقایسه با غیر معتادان تغییر کرده‌است. نتایج مطالعه وی بی ام بیانگر کاهش حجم ماده خاکستری در مغز می‌باشد.
گری کوچک ٬استادیار روانپزشکی فعالیت مغز را در مرورگرهای وی بررسی کرده‌است. مطالعه او نشان داد که در هنگام گشت و گذار در اینترنت فعالیت مغز کاربران باتجربه بسیار گسترده‌تر از تازه کارها درمسائل مربوط به تصمیم‌گیری وحل مسئله است. با این حال در هنگام خواندن بلوک متن دوگروه تفاوت معناداری نداشتند. این شواهد نشان می‌دهد مسیرهای عصبی مغز کاربران وب با تجربه به دلیل استفاده آن‌ها از وب توسعه یافته‌است. دکترگری کوچک به این نتیجه رسید که:انفجار فعلی فناوری دیجیتال نه تنها زندگی مارا تغییر می‌دهد بلکه مغز مارا نیز به سرعت تغییر می‌دهد.

## قدرت مغز
تحقیقات نشان می‌دهد که استفاده از اینترنت باعث افزایش قدرت مغز برای افراد میانسال و سالخورده می‌شود.(تحقیق دربارهٔ افراد جوان انجام نشده‌است). این مطالعه فعالیت مغز را هنگامی که افراد مطالعه می‌کنند و هنگامی که افراد در اینترنت گشت و گذار می‌کنند مقایسه می‌کند. یافته‌ها نشان داد که گشت وگذار در اینترنت از فعالیت مغزی بیشتری نسبت به خواندن استفاده می‌کند.
پروفسور گری کوچک گفت:نتایج مطالعات نشان می‌دهد که فناوری‌های کامپیوتری که در حال ظهور هستند ممکن است اثرات مثبت ومنابع بالقوه برای افراد سالخورده داشته باشد. جستجوی اینترنتی درگیر فعالیت‌های مغزی پیچیده است که ممکن است به تمرین وبهبود مغز کمک کند.

## بهره وری
یکی از مهم‌ترین اثرات شبکه‌های اجتماعی تأثیر آن بر بهره وری است. دربسیاری از مدارس و محل کار ٬سایت‌های رسانه‌های اجتماعی مسدود شده‌است زیرا کارفرمایان بر این باورند که کارمندانشان در سایت هایشان پرتوقع و ناآگاه خواهندبود. به نظر می‌رسد که کارفرمایان دربارهٔ این مسئله نگرانی دارند.
یک نظر سنجی از ارتباطات متوجه شد که سطوح بهره وری افرادی که از سایت‌های شبکه‌های اجتماعی استفاده می‌کردند یک و نیم درصد کمتر از کسانی بود که ازشبکه‌های اجتماعی استفاده نمی‌کردند. اکثر کارکنان از کنترل خودکامگی خود رنج می‌برند و برای آن‌ها سخت است که به کار بازگردند و بهره وری خود را حفظ کنند.

## اعتیاد به شبکه‌های اجتماعی
اوگنی موروزوف گفته‌است که شبکه‌های اجتماعی می‌توانند به‌طور بالقوه برای افراد مضر باشند و می‌تواند حریم شخصی را نابود کندو یادآوری می‌کند که شرکت‌های بیمه به حساب‌های فیس بوک بیماران خود دسترسی پیدا کرده‌اند و تلاش می‌کنند تا آنهارا ازبین ببرند. آن‌ها مشکلات سختی مانند افسردگی را بررسی می‌کنند. کارفرمایان سایت‌های اجتماعی را بررسی کرده‌اند تا کارکنان آینده را بررسی کنند.

اختلال اعتیاد به ارتباطات اختلالی رفتاری است که مربوط به ضرورت برقراری ارتباط دائمی بادیگر افراد است حتی زمانی که هیچ ضرورت عملی برای چنین ارتباطی وجود ندارد. در این شرایط کاربران به عناصر اجتماعی اینترنت مانند یو تیو ب و فیس بوک معتاد می‌شوند. کاربران به صورت یک به بک یا ارتباط گروهی درقالب حمایت اجتماعی به روابط و سرگرمی معتاد می‌شوند. با این حال دخالت در این فعالیت‌ها می‌تواند منجربه درگیری و گناه شود. این نوع اعتیاد اعتیادشبکه اجتماعی نامیده می‌شود.

اعتیاد به شبکه‌های اجتماعی وابستگی افراد به ارتباط و به روزرسانی و کنترل صفحات شبکه اجتماعی دوستانشان است. همبستگی بین استفاده از شبکه‌های اجتماعی و روابط اجتماعی آفلاین یک مسئله پیچیده است. برای برخی از افراد در واقع مهم‌ترین چیز این است که دوستان زیادی داشته باشند صرف نظر از این که آیا آن‌ها آفلاین هستند یا فقط مجازی هستند. گاهی اوقات نوجوانان از شبکه‌های اجتماعی برای نشان دادن تصویر ایدئال خود به دیگران استفاده می‌کنند. آن‌ها عموماً از شبکه‌های اجتماعی برای بهبود روابط رو به رو استفاده می‌کنند. بااین حال پرخی از آن‌ها از این ابزار به عنوان یک و یترین استفاده می‌کنند که یک تصویر ایدئال را برای گروه‌های پذیرفته شده و برای دستیابی به تعداد زیادی از دوستان ایجاد می‌کند.

## میزان توجه
طبق نظر نیویورک تایمز بسیاری از دانشمندان می‌گویند :توانایی افراد برای تمرکز بر اثر انفجار اطلاعات تضعیف شده‌است.
از پنجاه و سه هزارو پانصد و هفتاد و سه نمایش صفحه گرفته شده از کاربران مختلف هفده درصد از نمایش‌ها کمتر از چهار ثانیه طول کشید در حالی که چهار درصد از نمایش‌ها بیشتراز ده دقیقه طول کشید. باتوجه به محتوای صفحه کاربران تنها ۴۹درصد از سایت‌هایی را که حاوی ۱۱۱کلمه یا کمتر هستند را خوانده‌اند. در حالی که ۲۸درصد از کاربران سایت‌هایی را که حدود۵۹۰ کلمه دارند را خوانده‌اند.

## اثرات بر روی کودکان ونوجوانان
اینترنت بر همه گروه‌های سنی از بزرگان تا کودکان اثر می‌گذارد.طبق مقاله :بررسی اثرات رسانه‌های اجتماعی بر روی معنو یت کودکان ٬کودکان اینترنت را به عنوان جایگاه سوم خود پس از خانه ومدرسه بررسی می‌کنند. یکی از اثرات اصلی رسانه‌های اجتماعی بر کودکان ٬تاثیر ابتذال اینترنتی است. مطالعه‌ای که ۱۷۷دانشجو درکانادا انجام دادند دریافتند که ۱۵درصد دانش آموزان اذعان می‌کنند که آن‌ها سایبری را به دیگران سوق دادند. درحالی که ۴۰درصد از قربانیان اینترنت چنین نظری نداشتند. آسیب روحی و جسمی در معرض تهدیدسایبری عزت نفس پایین٬ افسردگی ٬اضطراب وخود کشی می‌باشد.خودکشی سومین عامل مرگ ومیر در بین جوانان ده تا بیست و چهارسال است.قلدری سایبری به سرعت در حال افزایش است. بعضی از نویسندگان پیشنهاد کرده‌اند که کودکان از سن نوجوانی در مورد خطرات مرتبط با قلدری اینترنتی آموزش ببینند.علاوه براین‌ها یک مسئله بزرگ برای کودکان مسئله بی خوابی به علت زمان زیادی که برای استفاده از اینترنت صرف می‌کنند٬ می‌باشد. کودکان در هفته به‌طور متوسط ۲۷ساعت از اینترنت استفاده می‌کنند. برخی از اثرات منفی اینترنت برای کودکان و دانش آموزان به شرح زیر می‌باشد :
- عدم خلاقیت

یکی از ویژگی‌های مهم اینترنت منابع نامحدود اطلاعات است. این ویژگی به کاربران امکان دسترسی سریع به اطلاعات موردنیاز را می‌دهد. بااین حال هنگامی که همه چیز در دسترس است نیازی به خلاقیت وجود ندارد. اکنون دانش آموزان مجبور نیستند تلاش زیادی در مورد تکالیف و پروژه‌های خود انجام دهند٬زیرافقط چند دقیقه نیاز دارند تا همه اطلاعاتی راکه نیاز دارند از اینترنت جستجو کنند. هنگامی که این اتفاق چندین بار می افتد
این نوجوانان به اینترنت برای تکمیل تحصیل خود وابسته خواهند بود. وضعیت مشابهی نه تنها برای دانشجویان بلکه برای کاربران در هر سنی اتفاق می افتد. کارها برای آن‌ها ساده تر می‌شود که این خود مانع یادگیری و خلاقیت می‌شود.
- خیانت سایبری

قدرت سایبری اساساً یک واژه برای توصیف قلدری بااستفاده از اینترنت است. این مزیت را می‌توان یکی از بدترین اثرات منفی اینترنت دانست. مشاهیر ویا برخی از افرادی که محافظت می‌شو ند اغلب قربانی قلدری اینترنتی می‌شو ند .این نوع آزار و اذیت راحت‌تر وامن تر از آزار و اذیت فیزیکی است زیرابه سختی هیچ مقررات یا قانون برای کنترل مشکلات وجود ندارد.قربانیان قلدری اینترنتی ممکن است به علت برخی از نظرات دلسرد شوند ویا خجالت بکشند. اثرات منفی در نوجوانان و کودکان٬ به ویژه در کسانی که در معرض آسیب پذیری و حساسیت هستند ٬ بدتر می‌شود.ارتباط مثبتی بین قلدری اینترنتی و تلاش‌های خودکشی توسط قربانیان وجود دارد.
- اتلاف وقت

این اشتباه است که وقت تلف کردن در مورد اثرات منفی اینترنت را فراموش کنید. واضح است که اگر وقت زیادی را صرف اینترنت کنیم ٬ باید زمان را برای فعالیت‌های دیگر کاهش دهیم.اینترنت به عنوان ذخیره‌سازی بی نهایت سرگرمی ٬ به نوعی شبیه به سیاه چاله است که هیچ راهی برای خروج از آن وجود ندارد. بسیاری از دانش آموزان و نوجوانان بیشتر وقت خود را صرف تماشای فیلم‌ها و گشت وگذار درفیس بوک و بازی کردن به جای یادگیری و فعالیت‌های درسی می‌کنند. اگر هدف اصلی اینترنت این است که به دانش آموزان و نوجوانان کمک کند٬اکنون باعث شده‌است که آن‌ها کمتر فعالیت کنند. به خصوص برای دانش آموزان کاوش و پیشرفت اینترنت ٬ باعث حواس پرتی آن‌ها می‌شود و نتیجه تحصیلی آن‌ها کاهش می یابد.
- رها کردن خانواده

استفاده بیش ار حد از هرچیزی همیشه عوارض جانبی ایجاد می‌کند. اینترنت یک استثنا نیست. هنگامی که دانش آموزان و نوجوانان از اینترنت استفاده می‌کنند ٬رهاکردن خانواده به عنوان یک اثر منفی اینترنت رخ می‌دهد. تراژدی یک زن و شوهر در کره بهترین مثال برای این اثر خواهد بود چرا که آن‌ها بابچه مجازی خود مشغول بودند و کودک واقعی خود را فراموش کرده بودند . در نهایت این کودک از گرسنگی وازدست رفتن والدینش رنج می‌برد. هنگامی که مردم اغلب وقت خودرا صرف گشت وگذار در اینترنت می‌کنند ٬ به زندگی واقعی و افراد اطرافشان ٬ ازجمله اعضای خانواده خود حساس هستند. بدیهی است ٬ هدف اصلی والدین وقتی کودکان خود را با اینترنت تجهیز می‌کنند بازکردن دری به دنیای جدید است. برای بسیاری از دانشجویان ٬ اینترنت تنها دوست آن‌ها است. آن‌ها خانواده را نادیده می‌گیرند و دریغ می‌کنند با دیگر اعضا صحبت کنند یا با آن‌ها ارتباط برقرار کنند.
- مختل شدن حریم خصوصی

با توجه به جریان اطلاعات رایگان اینترنت ٬ تهدید حریم خصوصی یکی از اثرات منفی اینترنت است که باید در مورد آن اطلاع داشته باشیم. نوجوانان در شبکه‌های اجتماعی تصاویر خود ٬ اطلاعات شخصی یا چت شخصی خودرا تبادل می‌کنند . بسیاری از دانش آموزان حتی شماره شناسایی ٬ شماره کلاس وسایر اطلاعات مربوط به امنیت شخصی خود را یه روز می‌کنند. آن‌ها کاملاً از خطر تهدید مخاطره آمیز آگاه نیستند و نمی‌دانند که اطلاعات آن‌ها می‌تواند به راحتی توسط غریبه‌ها مطرح و مورد سو استفاده قرارگیرد.
- بی خوابی
بی خوابی یک اختلال خواب است.سیستم جهانی قدرتمند اینترنت به نوعی یکی از دلایل بی خوابی است.بسیاری از نوجوانان بخش زیادی از روز را صرف اینترنت و فضای مجازی می‌کنند. آن‌ها حتی قبل از رفتن به خواب نیز به اینترنت وصل می‌شوند تا از آنچه که درجهان اتفاق می افتد بی خبر نمانند. درحالیکه نوجوانان معمولی می‌توانند پس از مدتی از سیستم خارج شوند. کسانی که به اینترنت وابسته‌اند ٬ برای ساعت‌ها مرور می‌کنند . در نتیجه آن‌ها از مسائل مربوط به خواب رنج می‌برند. این اختلال خواب می‌تواند باعث اضطراب و افسردگی شود.

علاوه بر این‌ها نور سبز روی صفحه نمایش رایانه یا دیگر وسایل الکترونیکی باعث بی خوابی در افراد می‌شود. هنگامی که بدن نمی‌تواند زمان کافی برای استراحت داشته باشد بسیاری از مشکلات مربوط به سلامتی ظاهر می‌شود. بی خوابی نه تنها بر سلامت روانی افراد تأثیر می‌گذارد بلکه بر رشد فیزیکی آن‌ها نیز تأثیر می‌گذارد. اثراتی مانند فشار چشم در اثر خیره شدن طولانی مدت به صفحه نمایش ایجاد می‌شود.
- اضطراب ٬ غم و افسردگی

نوجوانانی که بیشتر وقت خود را در دنیای مجازی گذرانده‌اند به تدریج دور از دنیای واقعی حرکت می‌کنند و در دنیای فانتزی زندگی می‌کنند. پس از یک دوره مشخص ٬ آن‌ها به اینترنت وابسته هستند تا احساس خوشحالی کنند و هنگامی که آن‌ها قادر به دسترسی به اینترنت نیستند ٬ شروع به تجربهٔ اضطراب٬ غم و افسردگی می‌کنند. 
- ازبین بردن فعالیت فیزیکی

وقتی مردم از اینترنت استفاده می‌کنند برای فعالیت‌های بدنی و ورزش وقت کمتری خواهند داشت . علاوه بر این به دلیل این که اینترنت همه چیز را در دسترس قرار می‌دهد نیاز به این فعالیت‌ها را کاهش می‌دهد به عنوان مثال دانشجویان می‌توانند بدون رفتن به دانشگاه پروژه‌های خود را تحویل دهند ٬ نوجوانان می‌توانند با دوستان خود بدون بیرون رفتن از منزل صحبت کنند.
- اعتیاد به اینترنت
اعتیاد به اینترنت کمتر از سایر انواع اعتیاد خطرناک نیست. از روزی که انفجار اینترنت رخ داده است این عیب در سراسر جهان ظاهر شده‌است. ویژگی افراد مبتلا به اعتیاد اینترنتی این است که هر وقت آن‌ها را می‌بینیم چشم آن‌ها روی صفحه نمایش است. یک تحقیق که در۱۲ مارس ۲۰۱۰منتشر شد ٬ ارتباط مثبتی بین استفاده از اینترنت و افسردگی نشان داده است. طبق گفته هیلاری فیشر٬ یک روانپزشک آمریکایی ۸ تا ۱۰ درصد از نوجوانان آمریکایی به اینترنت معتاد می‌شوند. گروهول در توضیح این مسئله که چرا مردم به گونه ای اعتیاد آور از اینترنت استفاده می‌کنند معتقد است که علت گرایش افراد به استفاده اعتیاد آور به اینترنت تمایل آن‌ها به دوری گزیدن از مشکلاتی است که در زندگی شخصی با آن‌ها مواجه‌اند . به عبارتی افراد برای این که از دست مشکلات زندگی فرار کنند به اینتر نت روی می آورند. معتادان اغلب یک زندگی دوم و یا مفری را برای فراموش کردن مشکلا تشان در هنگام آنلاین بودن ایجاد می‌کنند. درست مانند احساس کرختی و مستی که افراد معتاد به الکل در هنگام نوشیدن الکل گزارش می‌دهند. [۱۴]

## مزایای استفاده از اینترنت
موتور های جستجوی اینترنتی بهترین سیستم‌های بازیابی اطلاعات هستند. آن‌ها هرگونه اطلاعاتی را برای کاربران اینترنت از رستوران‌های محلی تا اخبار بین‌المللی در اختیار کاربران قرار می‌دهند. مهم‌ترین اثرات فرهنگی اینترنت شامل اطلاع رسانی ٬ آموزش مجازی ٬ کتابخانه دیجیتالی ٬افزایش سواد اطلاعاتی و ایجاد نوعی جهانگردی هستند که که به افزایش رفاه و ارتقا فرهنگ یاری می‌رساند. مثلاً با دیدن مکان‌ها ٬ تصاویر تازه وسایر رویدادهای تازه کنجکاوی افراد بر انگیخته می‌شود و روحیه جستجوگری در افراد افزایش می یابد . همچنین اینترنت می‌تواند از طریق مبادله فرهنگی دید افراد را نسبت به جهان و انسان‌ها بازتر کند . اینترنت برخی از مؤثرترین ابزارهای ارتباطات در میان مردم را فراهم می‌کند از جمله ایمیل‌های آنلاین و پیام‌های فوری . اینتر نت به مبادله ایده‌ها در میان دانشمندان ٬ استادان دانشگاه و دانشجویان اجازه داده است. با وجود اینترنت تحقیقات بیشتری به چاپ می‌رسد و تولید و یادگیری دانش بسیار آسان می‌شود . با گذشت زمان اطلاعات بیشتر و بیشتر در اینترنت قرار می‌گیرند . بدین ترتیب مردم به یک پایگاه اطلاعاتی قوی مجهز شده‌اند. اینترنت یک فرصت عالی برای کسب و کار آنلاین را فراهم کرده‌است. تولید کنندگان و فروشندگان می‌توانند از طریق تبلیغات آنلاین امکان خرید محصولات خود را افزایش دهند . فروشندگان و خریداران می‌توانند از امکانات پرداخت اینترنتی استفاده کنند و خریداران محصولات مورد نیاز خود را از طریق گشت و گذار در اینترنت انتخاب می‌کنند و نیازی نیست که به یک فروشگاه فیزیکی مراجعه کنند .